# ناحیه نپانست، شهرستان بورا، ایلینوی
ناحیه نپانست، شهرستان بورا، ایلینوی (به انگلیسی: Neponset Township) یک منطقهٔ مسکونی در ایالات متحده آمریکا است که در شهرستان بورا، ایلینوی واقع شده‌است. ناحیه نپانست ۷۴۲ نفر جمعیت دارد و ۲۳۹ متر بالاتر از سطح دریا واقع شده‌است.